# HD55395
HD55395 — хімічно пекулярна зоря спектрального класу B9, що має видиму зоряну величину в смузі V приблизно  8,4.
Вона  розташована на відстані близько 1753,5 світлових років від Сонця.

## Пекулярний хімічний вміст
Зоряна атмосфера HD55395 має підвищений вміст 
Si
.